# Igreja Matriz de Nossa Senhora dos Mártires
A Igreja Matriz de Nossa Senhora dos Mártires, igualmente conhecida como Igreja de Nossa Senhora dos Mártires ou Igreja Matriz de Castro Marim, é um edifício religioso em Castro Marim, no Distrito de Faro, em Portugal.

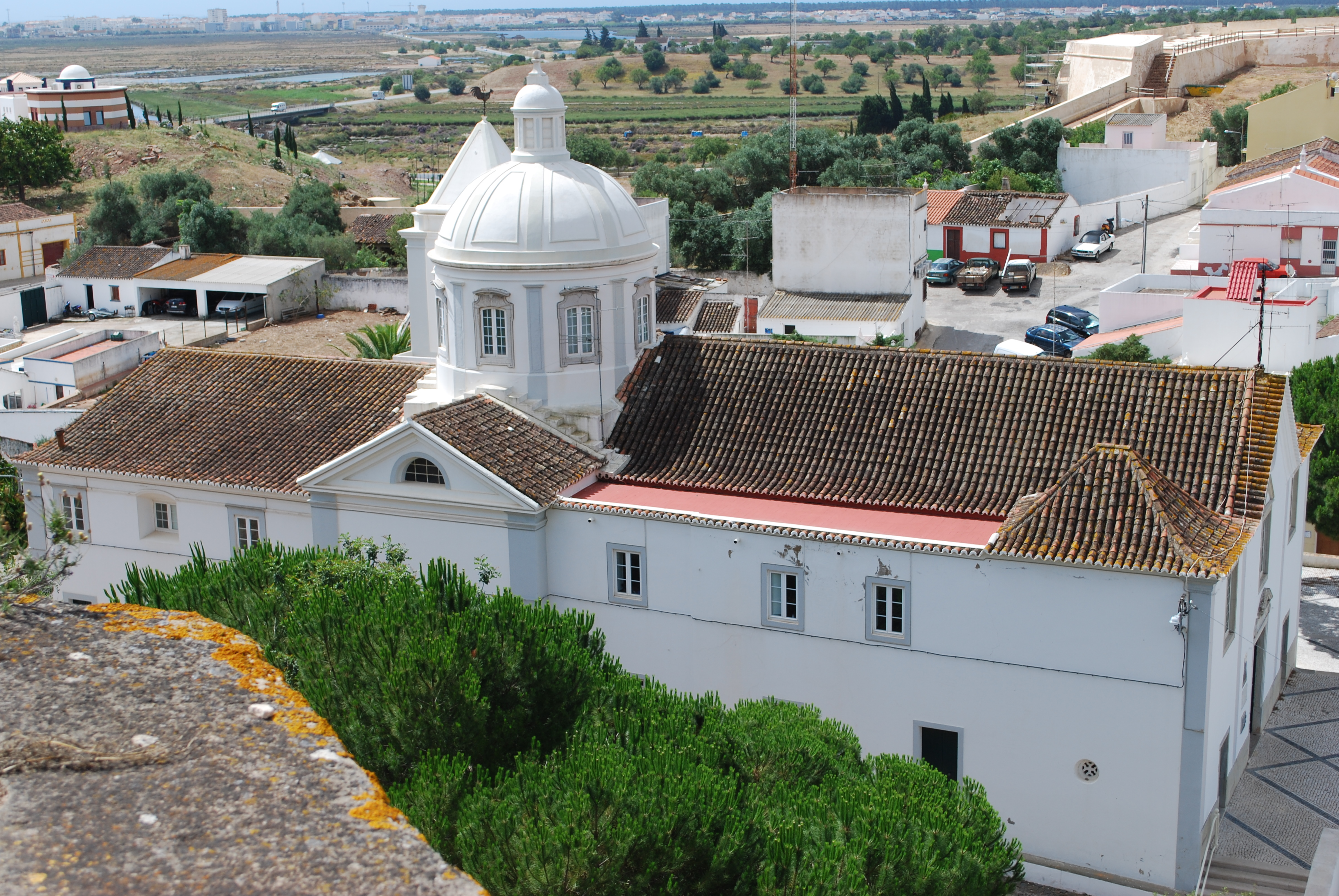
Vista lateral da Igreja, em 2010.

## História
No Século XVI, a antiga Igreja Matriz de Castro Marim, situada no interior das muralhas, já não dispunha de capacidade suficiente para servir a população, motivo pelo qual foi construída a Ermida de Nossa Senhora dos Mártires. Este edifício foi alvo de obras de ampliação durante o Século XVI, tendo-se tornado sede de paróquia após a antiga Igreja Matriz ter sido destruída pelo Sismo de 1755. Apesar das modificações feitas no século anterior, o edifício ainda era considerado demasiado pequeno para as suas novas funções, pelo que foi alvo de novos trabalhos de expansão, que foram concluídos em 1834. Foi atingida por um incêndio em 1960, que destruiu grande parte do seu interior.

## Descrição
O corpo da igreja inclui um zimbório, rematado por um falso lanternim. Na capela-mor e nas capelas laterais, está decorado com várias imagens, retratando o Arcanjo São Gabriel, Nossa Senhora da Encarnação, Santa Luzia e Nossa Senhora dos Mártires.

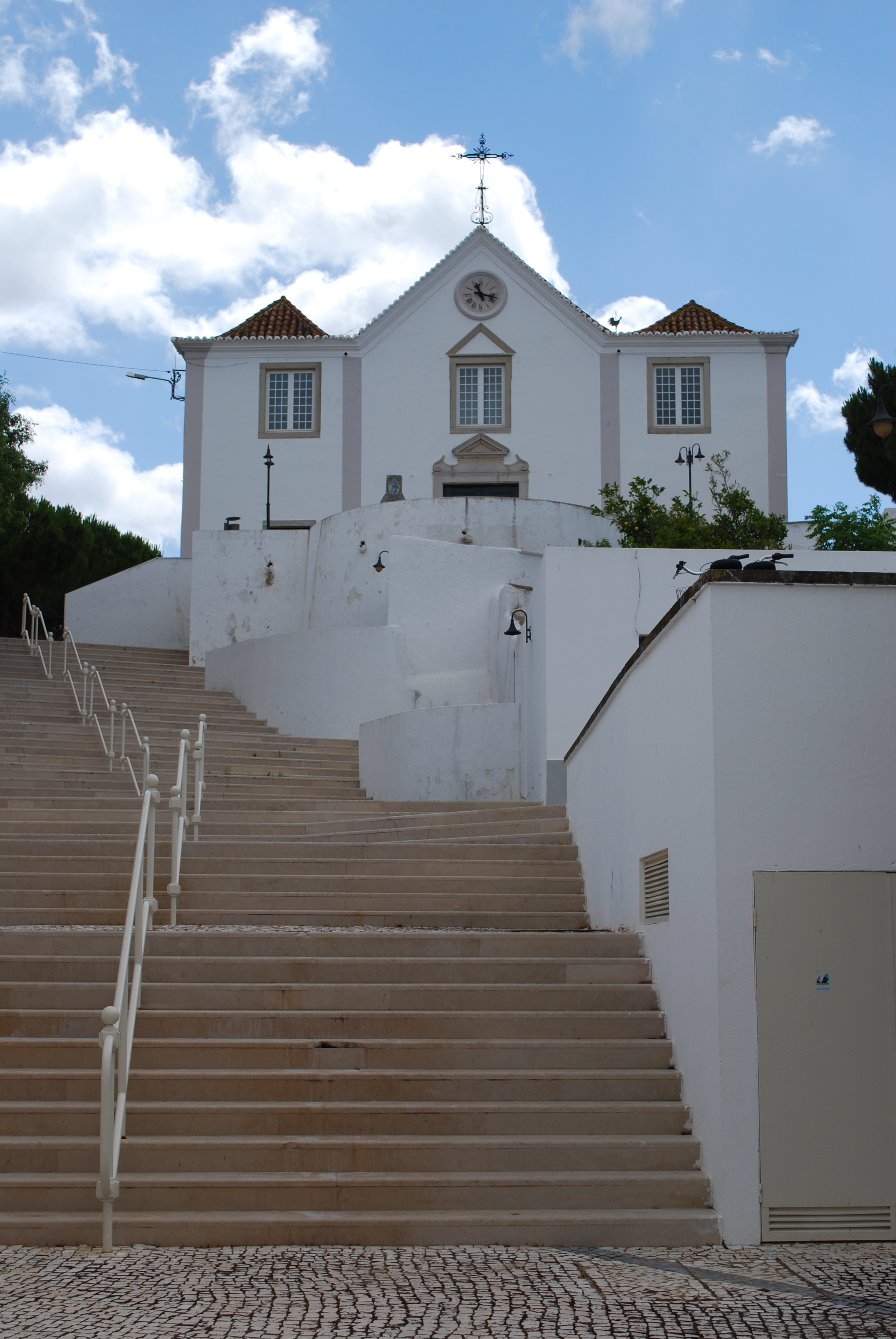
Escadaria de acesso à Igreja, em 2010.